# Sirkarkuckuck
Der Sirkarkuckuck oder Sirkihkuckuck (Taccocua leschenaultii, Syn.: Phaenicophaeus leschenaultii; Zanclostomus sirkee) ist eine Vogelart aus der Familie der Kuckucke (Cuculidae).
Er wird nicht mehr zur Gattung Phaenicophaeus gezählt.
Der lateinische Name ehrt den Naturforscher Jean-Baptiste Leschenault de La Tour.
Er kommt in Indien, Nepal, Pakistan und Sri Lanka vor.
Sein Verbreitungsgebiet umfasst trockenen Sekundärwald, (dornige) busch- oder mit dichtem Gras bestandene Lebensräume, gerne auch mit Lantana oder Akazien bewachsen.

## Beschreibung
Der Sirkarkuckuck ist etwa 23 cm groß, das Männchen wiegt um die 174 g. Die Geschlechter unterscheiden sich nicht. Die Oberseite ist sandfarben bis rotbraun mit schwarzen Streifen auf Kopf und Brust. Der Schnabel ist hell kirschrot, die hakenförmige Spitze gelb, er hat eine dunkle, weiß umrandete Maske. Der lange gestufte Schwanz ist schwärzlich-braun mit breiten weißen Enden der äußeren Steuerfedern. Insgesamt erinnert der Vogel an einen Spornkuckuck.

## Stimme
Der nur selten zu hörende Ruf des Männchens wird als gelegentliches quiekendes „kek-kek-kek-kerek-kerek“ beschrieben.

## Geografische Variation
Es werden folgende Unterarten anerkannt:
- T. l. sirkee (J. E. Gray, 1831) – Pakistan (Sindh, Punjab) und Nordwestindien
- T. l. infuscata Blyth, 1845 – Indien in den Himalayaausläufern (Terai) von Kumaon über Nepal bis Westbengalen, Maharashtra und Norden Andhra Pradeshs
- T. l. leschenaultii Lesson, RP, 1830, Nominatform – Süden Indiens und Sri Lanka

## Lebensweise
Die Nahrung besteht aus großen Insekten wie Grashüpfer, Heuschrecken, Fangschrecken, Raupen, Termiten, auch Echsen, Früchte und Beeren. Die Nahrung wird überwiegend auf dem Boden gesucht.
Die Brutzeit liegt zwischen Juni und September in Indien, zwischen Juni und Juli in Sri Lanka. Das erdbodennahe Nest ist eine flache Schale aus mit grünen Blättern ausgelegten Zweigen. Meist werden 2 Eier gelegt.
Anders als viele Kuckucke ist er kein obligater Brutschmarotzer, sondern zieht seinen Nachwuchs selbst groß.

## Gefährdung
Diese Art gilt als nicht gefährdet (Least Concern).